# 北海-防城港城际特快列车
北海-防城港城际特快列车是中国铁路运行于廣西北海市至防城港之间的三对特快旅客列车，车次分别为T8712/8713次、T8714/8711次列车，T8716/8717次、T8718/8715次列车，和T8720/8721次、T8722/8719次列车，由广西沿海铁路股份有限公司负责客运任务。列车使用中国铁路25T型客车，沿钦北高速铁路、钦州-钦州东联络线、钦防铁路运行，途经北海、合浦县、钦州、防城港。全程139公里。
该列车在开行初期，只有两对四趟车次运行，且没有停靠合浦站的车次（2015年11月1日起，T8712/8713次、T8718/8715次列车加停合浦站）。
后调整时刻，加开一对列车，启用车次T8720/8721次、T8722/8719次列车。
该列车目前的运营方式为三对六趟模式：其中在上午时段，北海站至防城港北站区间，运行1小时24分，使用车次为T8712/8713次（本车次停靠合浦站）；防城港北站至北海站区间运行1小时19分，使用车次为T8714/8711次。在中午-下午时段，北海站至防城港北站区间，运行1小时19分，使用车次为T8720/8721次；防城港北站至北海站区间运行1小时21分，使用车次为T8722/8719次。在下午-晚间时段，北海站至防城港北站区间，运行1小时19分，使用车次为T8716/8717次；防城港北站至北海站区间运行1小时24分，使用车次为T8718/8715次（本车次停靠合浦站）。
2021年4月10日，北海-防城港城际特快列车停运，改以动车组列车取代。

## 车底编组
在开通运营初期，北海-防城港城际特快列车采用9节25T型硬座车编组。但由于宣传力度不够，以及客流不旺等原因，目前该城际特快列车的编组缩短为5节25T型硬座车编组。

## 机车交路
自开通运营以来，北海-防城港城际特快列车全程采用由南宁铁路局柳州机务段租借给广西沿海铁路股份有限公司的1组东风11G型内燃机车，机车可直接向列车提供电能，用于列车内空调和水炉等设备需要，因此列车不需要再额外加挂一节空调发电车。这也是广西境内第二列使用东风11G型内燃机车牵引的特快列车。
2015年4月，因应钦州东至钦州站间线路电气化改造完成，北防特快列车改用配属沿海铁路公司的和谐3D型电力机车（HXD3D-7001、7002）牵引，是華南地區僅有的兩台HXD3D。

## 运行时刻
数据截止至2016年9月30日。
| 里程 | T8712/8713 | T8712/8713 | T8720/8721 | T8720/8721 | T8716/8717 | T8716/8717 | 停靠站   | T8714/8711 | T8714/8711 | T8722/8719 | T8722/8719 | T8718/8715 | T8718/8715 | 里程 |
| 里程 | 到点       | 开点       | 到点       | 开点       | 到点       | 开点       | 停靠站   | 到点       | 开点       | 到点       | 开点       | 到点       | 开点       | 里程 |
| ---- | ---------- | ---------- | ---------- | ---------- | ---------- | ---------- | -------- | ---------- | ---------- | ---------- | ---------- | ---------- | ---------- | ---- |
| 0    | —          | 08:12      | —          | 12:22      | —          | 16:34      | 北海     | 11:33      | —          | 15:48      | —          | 20:11      | —          | 139  |
| 23   | 08:27      | 08:29      | —          | —          | —          | —          | 合浦     | —          | —          | —          | —          | 19:54      | 19:56      | 116  |
| 91   | 09:02      | 09:04      | 13:07      | 13:09      | 17:19      | 17:21      | 钦州东   | 10:46      | 10:48      | 14:59      | 15:03      | 19:19      | 19:21      | 48   |
| 139  | 09:36      | —          | 13:41      | —          | 17:53      | —          | 防城港北 | —          | 10:14      | —          | 14:27      | —          | 18:47      | 0    |

## 评价
北海-防城港城际特快列车的开通运营，将北海、钦州、防城港三市连为一线，大大方便广大市民和游客的出行、旅游，并且促进北部湾地区各城市旅游业的联动发展，进一步加快北部湾地区的钦、北、防三市“同城化”发展进程。
相比较同一路线运行的动车组列车以及客运班车而言，该城际特快列车全程票价仅为21.5元人民币，占据票价优势；而单单与在同一路线运行的客运班车相比，该城际特快列车更具有运行时间上的优势。